# Ixeris alpicola
Ixeris alpicola là một loài thực vật có hoa trong họ Cúc. Loài này được Nakai mô tả khoa học đầu tiên.